# Laurel (Montana)
Laurel is een plaats (city) in de Amerikaanse staat Montana, en valt bestuurlijk gezien onder Yellowstone County.

## Demografie
Bij de volkstelling in 2000 werd het aantal inwoners vastgesteld op 6255.
In 2006 is het aantal inwoners door het United States Census Bureau geschat op 6421, een stijging van 166 (2,7%).

## Geografie
Volgens het United States Census Bureau beslaat de plaats een oppervlakte van
4,9 km², geheel bestaande uit land. Laurel ligt op ongeveer 1006 m boven zeeniveau.

## Plaatsen in de nabije omgeving
De onderstaande figuur toont nabijgelegen plaatsen in een straal van 36 km rond Laurel.